# کونتیا
کونتیا (به لاتین: Kontea) یک منطقهٔ مسکونی در قبرس است که در ناحیه فاماگوستا واقع شده‌است.